# Leichtathletik-Europameisterschaften 2010/100 m der Frauen

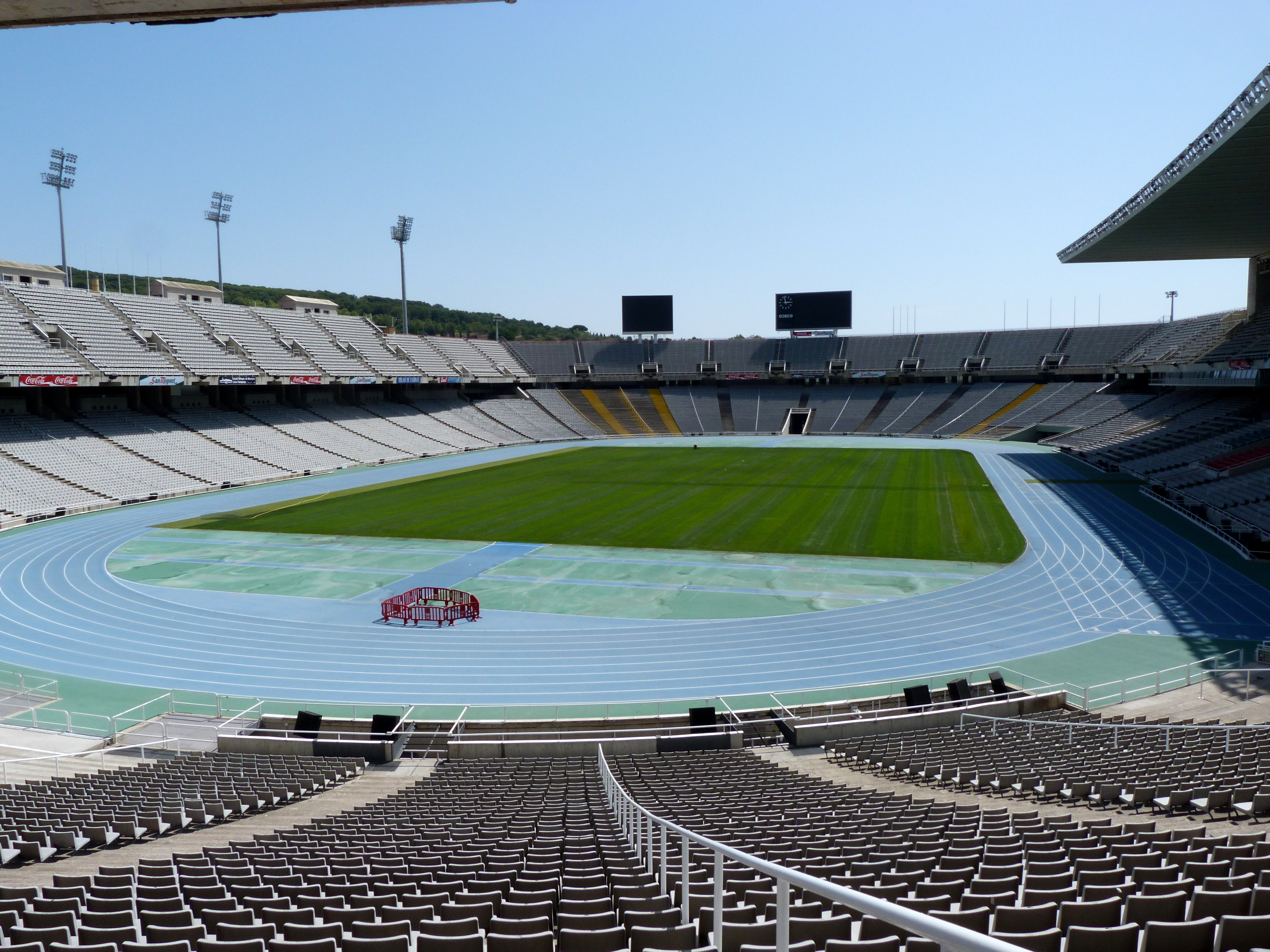
Das Olympiastadion Estadi Olímpic Lluís Companys
Barcelona im Jahr 2012

Der 100-Meter-Lauf der Frauen bei den Leichtathletik-Europameisterschaften 2010 wurde am 28. und 29. Juli 2010 im Olympiastadion Estadi Olímpic Lluís Companys der spanischen Stadt Barcelona ausgetragen.
In diesem Wettbewerb errangen die französischen Sprinterinnen mit Silber und Bronze zwei Medaillen. Europameisterin wurde die Deutsche Verena Sailer. Sie gewann vor Véronique Mang. Bronze ging an Myriam Soumaré.

## Rekorde

### Bestehende Rekorde
| Weltrekord           | 10,49 s | Florence Griffith-Joyner | Indianapolis, USA   | 16. Juli 1988   |
| Europarekord         | 10,73 s | Christine Arron          | EM Budapest, Ungarn | 18. August 1998 |
| Meisterschaftsrekord | 10,73 s | Christine Arron          | EM Budapest, Ungarn | 18. August 1998 |

Der bestehende EM-Rekord wurde bei diesen Europameisterschaften nicht erreicht. Die schnellste offiziell gültige Zeit erzielte die deutsche Europameisterin Verena Sailer im Finale mit 11,10 s bei einem Gegenwind von 0,6 m/s, womit sie 37 Hundertstelsekunden über dem Rekord, gleichzeitig Europarekord, blieb. Zum Weltrekord fehlten ihr 61 Hundertstelsekunden.
Im zweiten Halbfinale war Verena Sailer mit 11,06 s zwar noch schneller gelaufen, doch lag der Rückenwind in diesem Rennen mit 2,2 m/s um 0,2 m/s über dem für die Aufnahme in offizielle Bestenlisten gültigen Wert.

### Rekordverbesserung
Es wurde ein neuer Landesrekord aufgestellt:

11,23 s – Ezinne Okparaebo (Norwegen), Finale am 29. Juli bei einem Gegenwind von 0,6 m/s

## Vorrunde
Die Vorrunde wurde in vier Läufen durchgeführt. Die ersten drei Athletinnen pro Lauf – hellblau unterlegt – sowie die darüber hinaus vier zeitschnellsten Läuferinnen – hellgrün unterlegt – qualifizierten sich für das Halbfinale.

## Legende
Kurze Übersicht zur Bedeutung der Symbolik – so üblicherweise auch in sonstigen Veröffentlichungen verwendet:
| NR  | Nationaler Rekord                        |
| DNF | Wettkampf nicht beendet (did not finish) |

### Vorlauf 1

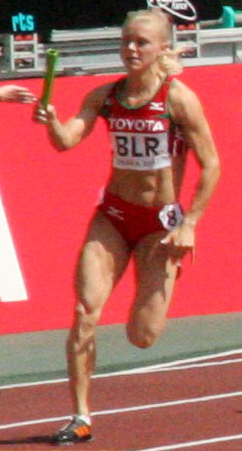
Als Fünfte des ersten Vorlaufs erreichte Alena Daniljuk-Neumjarschyzkaja nicht das Halbfinale
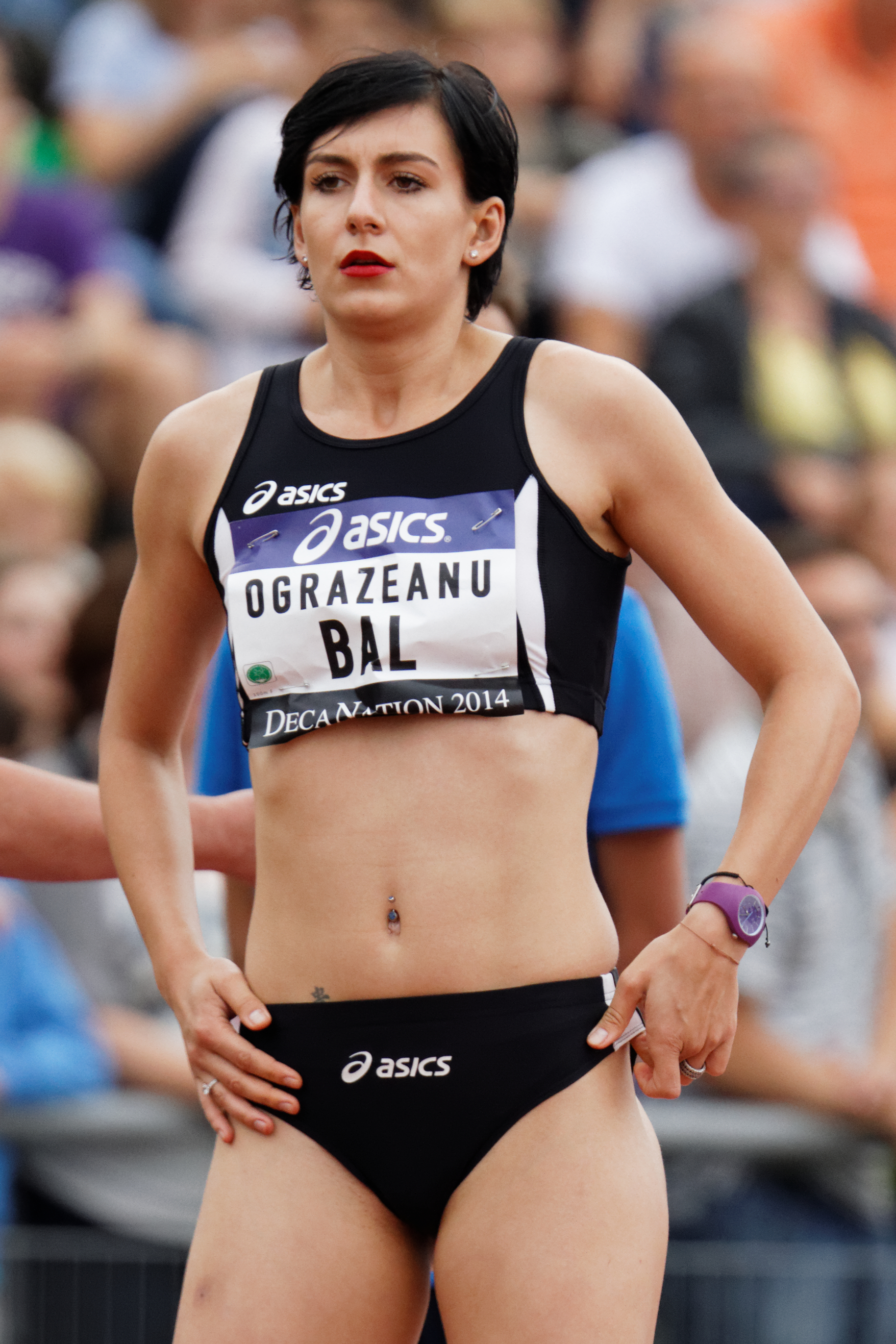
Andreea Ogrăzeanu wurde Siebte in ihrem Vorlauf und schied damit aus
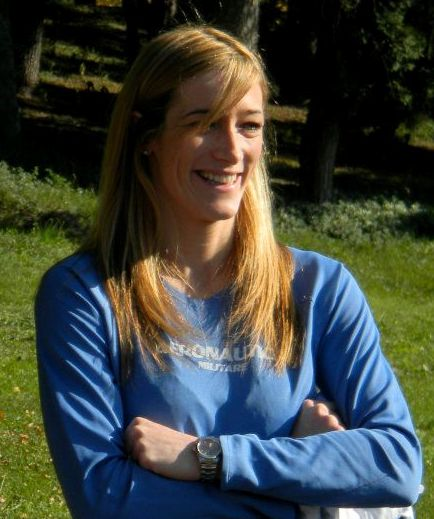
Manuela Levorato scheiterte als Achte ihres Rennens in der Vorrunde

28. Juli 2010, 10:40 Uhr
Wind: −0,7 m/s
| Platz | Name                            | Nation     | Zeit (s) |
| ----- | ------------------------------- | ---------- | -------- |
| 1     | Ezinne Okparaebo                | Norwegen   | 11,35    |
| 2     | Myriam Soumaré                  | Frankreich | 11,35    |
| 3     | Yuna Mekhti-Zade                | Russland   | 11,52    |
| 4     | Ailis McSweeney                 | Irland     | 11,52    |
| 5     | Alena Daniljuk-Neumjarschyzkaja | Belarus    | 11,63    |
| 6     | Tina Murn                       | Slowenien  | 11,70    |
| 7     | Andreea Ogrăzeanu               | Rumänien   | 11,78    |
| 8     | Manuela Levorato                | Italien    | 11,80    |

### Vorlauf 2

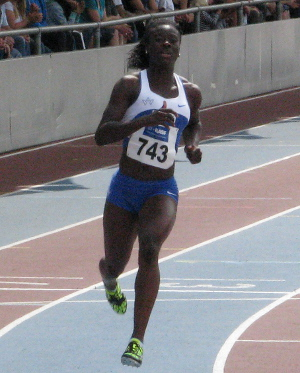
Als Vierte ihres Vorlaufs verpasste Yasmin Kwadwo das Halbfinale um einen Rang
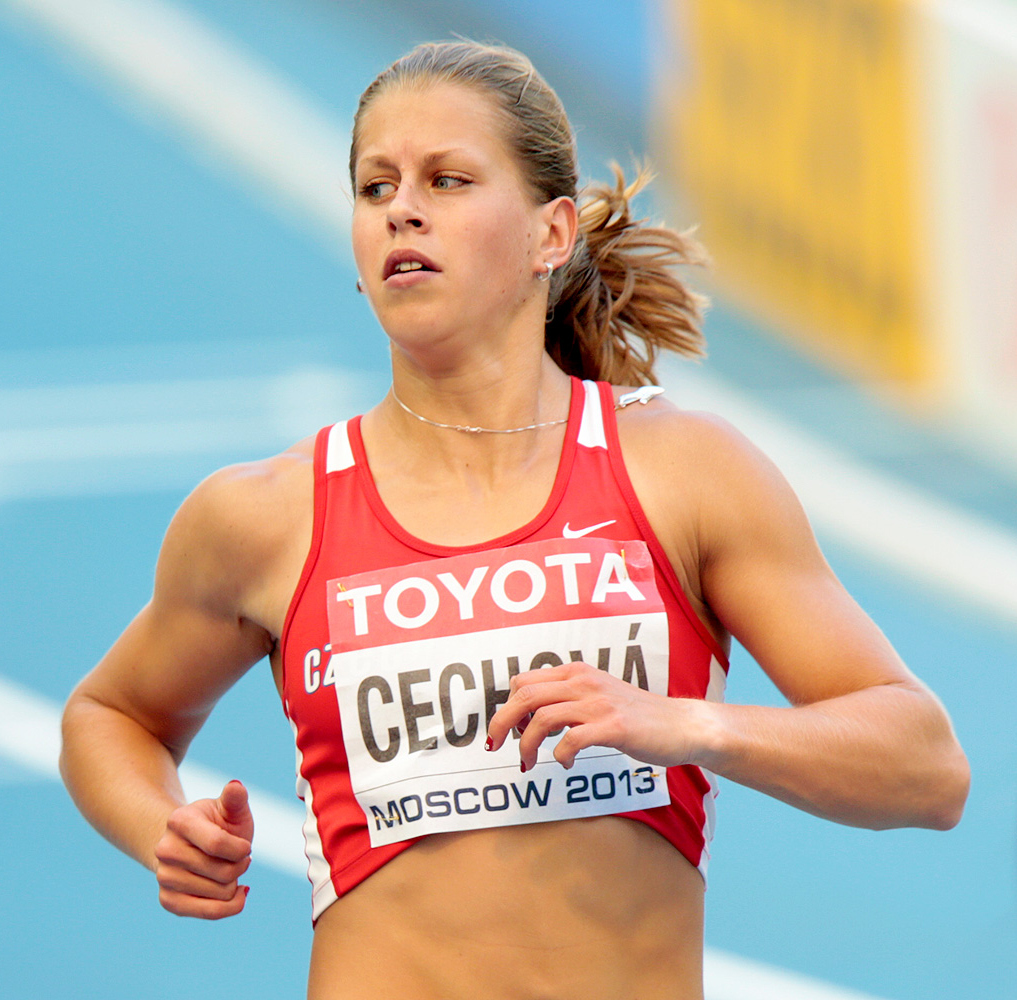
Kateřina Čechovás fünfter Platz im zweiten Vorlauf reichte nicht für die nächste Runde
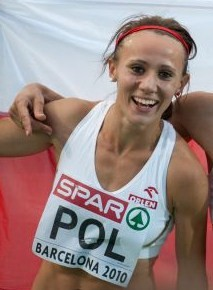
Marika Popowicz scheiterte als Siebte ihres Rennens im Vorlauf

28. Juli 2010, 10:48 Uhr
Wind: −1,9 m/s
| Platz | Name             | Nation       | Zeit (s) |
| ----- | ---------------- | ------------ | -------- |
| 1     | Véronique Mang   | Frankreich   | 11,35    |
| 2     | Georgia Kokloni  | Griechenland | 11,50    |
| 3     | Olessja Powch    | Ukraine      | 11,58    |
| 4     | Yasmin Kwadwo    | Deutschland  | 11,68    |
| 5     | Kateřina Čechová | Tschechien   | 11,69    |
| 6     | Inna Eftimowa    | Bulgarien    | 11,79    |
| 7     | Marika Popowicz  | Polen        | 11,80    |
| 8     | Ivana Rožman     | Mazedonien   | 12,90    |

### Vorlauf 3

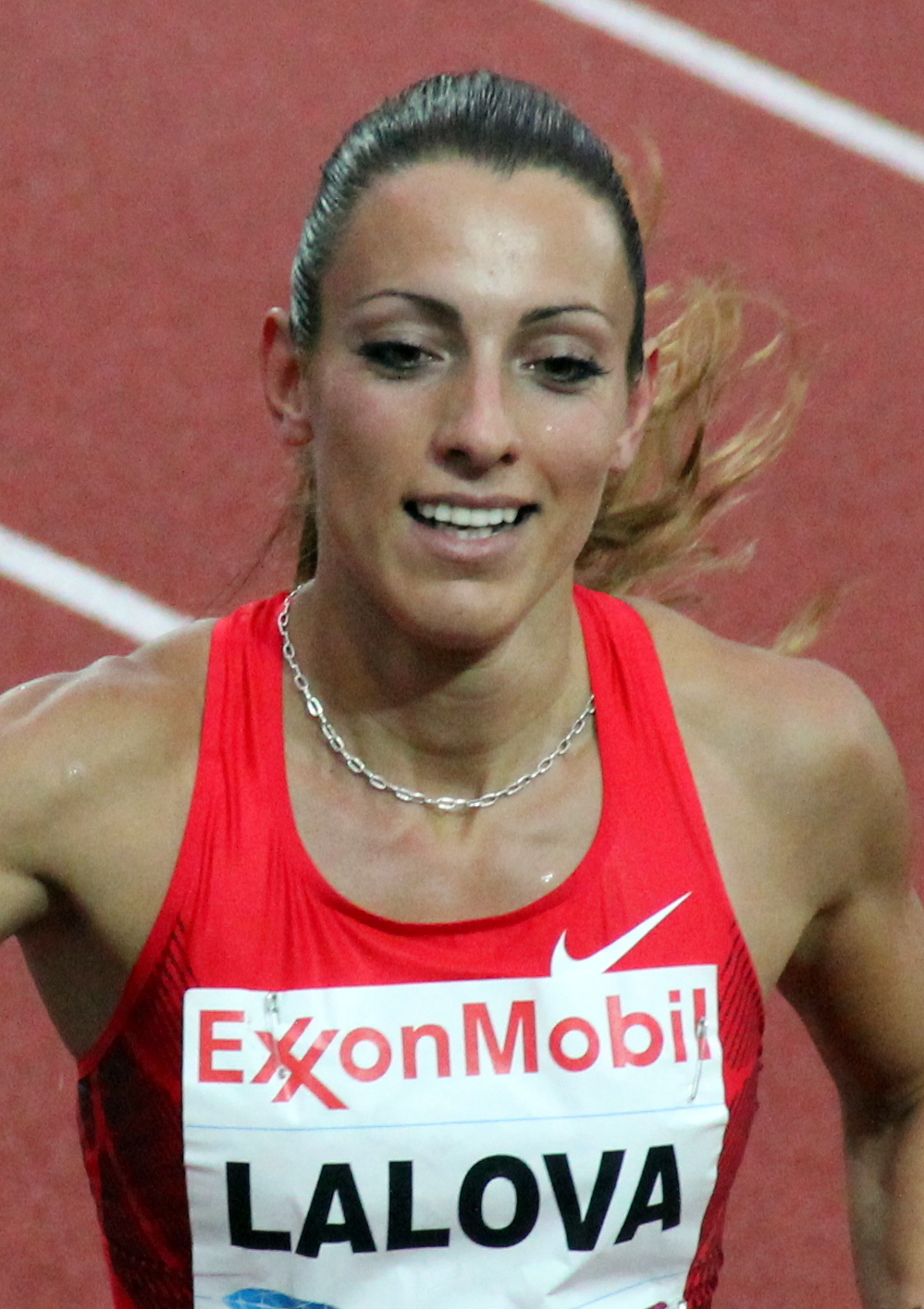
Die kommende Europameisterin Iwet Lalowa erreichte als Sechste ihres Vorlaufs nicht die nächste Runde
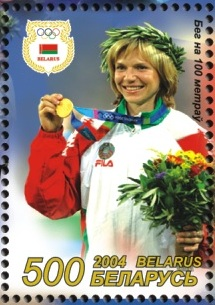
Die Olympiasiegerin von 2004 Julija Neszjarenka scheiterte hier als Siebte ihres Rennens in der Vorrunde

28. Juli 2010, 10:56 Uhr
Wind: −1,5 m/s
| Platz | Name               | Nation      | Zeit (s) |
| ----- | ------------------ | ----------- | -------- |
| 1     | Verena Sailer      | Deutschland | 11,27    |
| 2     | Marija Rjemjen     | Ukraine     | 11,38    |
| 3     | Christine Arron    | Frankreich  | 11,45    |
| 4     | Digna Luz Murillo  | Spanien     | 11,52    |
| 5     | Julia Kazura       | Russland    | 11,57    |
| 6     | Iwet Lalowa        | Bulgarien   | 11,58    |
| 7     | Julija Neszjarenka | Belarus     | 11,58    |
| 8     | Lena Berntsson     | Schweden    | 11,84    |

### Vorlauf 4

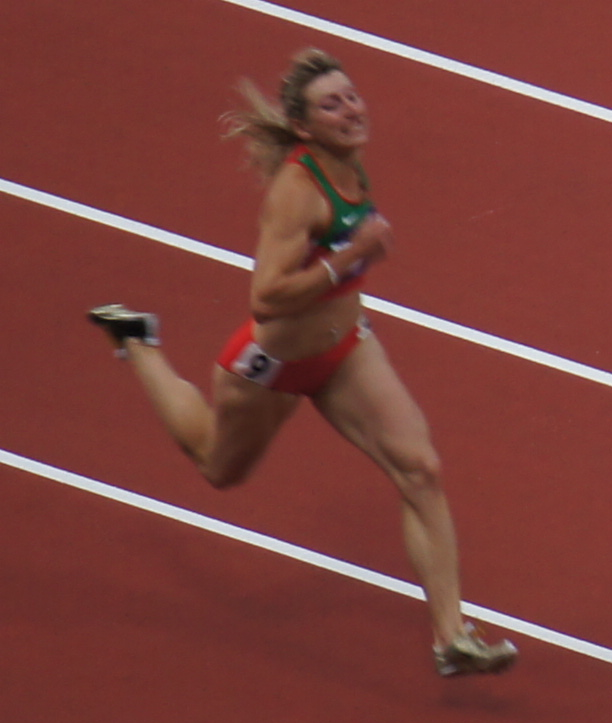
Julija Balykina schied als Vierte ihres Vorlaufs aus

28. Juli 2010, 11:04 Uhr
Wind: −0,6 m/s
| Platz | Name                | Nation         | Zeit (s) |
| ----- | ------------------- | -------------- | -------- |
| 1     | Anna Gurowa         | Russland       | 11,42    |
| 2     | Laura Turner        | Großbritannien | 11,45    |
| 3     | Lina Grinčikaitė    | Litauen        | 11,48    |
| 4     | Anne Möllinger      | Deutschland    | 11,51    |
| 5     | Natalija Pohrebnjak | Ukraine        | 11,53    |
| 6     | Julija Balykina     | Belarus        | 11,55    |
| 7     | Sara Maroncelli     | San Marino     | 12,64    |
| DNF   | Folake Akinyemi     | Norwegen       |          |

## Halbfinale
Aus den beiden Halbfinalläufen qualifizierten sich die jeweils ersten drei Athletinnen – hellblau unterlegt – sowie die darüber hinaus zwei zeitschnellsten Läuferinnen – hellgrün unterlegt – für das Finale.

### Lauf 1

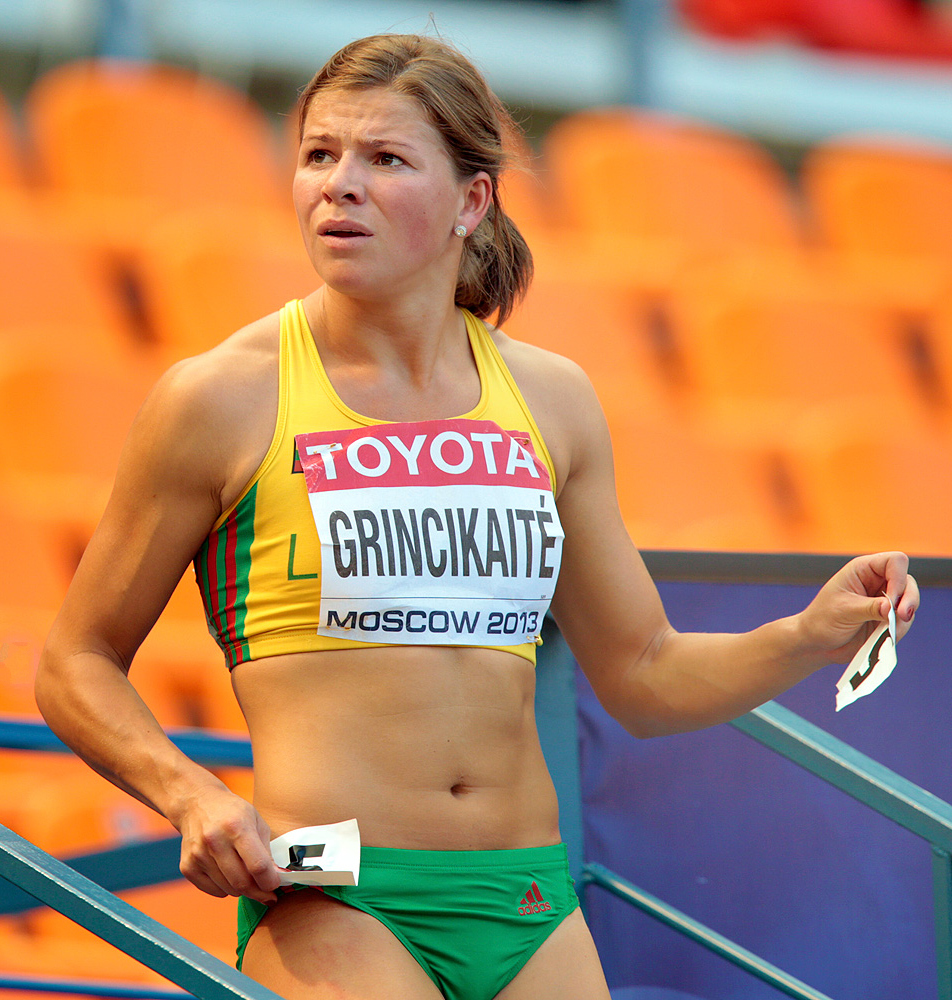
Lina Grinčikaitė verfehlte die Finalteilnahme als Vierte ihres Halbfinales um einen Rang
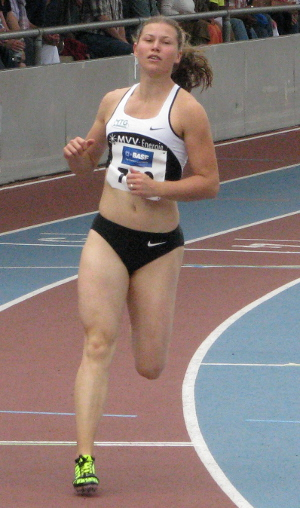
Anne Möllinger blieb als Achte ihres Halbfinales ohne Chance auf den Finaleinzug

29. Juli 2010, 20:20 Uhr
Wind: +1,0 m/s
| Platz | Name              | Nation         | Zeit (s) |
| ----- | ----------------- | -------------- | -------- |
| 1     | Véronique Mang    | Frankreich     | 11,12    |
| 2     | Ezinne Okparaebo  | Norwegen       | 11,23    |
| 3     | Marija Rjemjen    | Ukraine        | 11,25    |
| 4     | Lina Grinčikaitė  | Litauen        | 11,35    |
| 5     | Laura Turner      | Großbritannien | 11,41    |
| 6     | Yuna Mekhti-Zade  | Russland       | 11,43    |
| 7     | Digna Luz Murillo | Spanien        | 11,44    |
| 8     | Anne Möllinger    | Deutschland    | 11,60    |

### Lauf 2

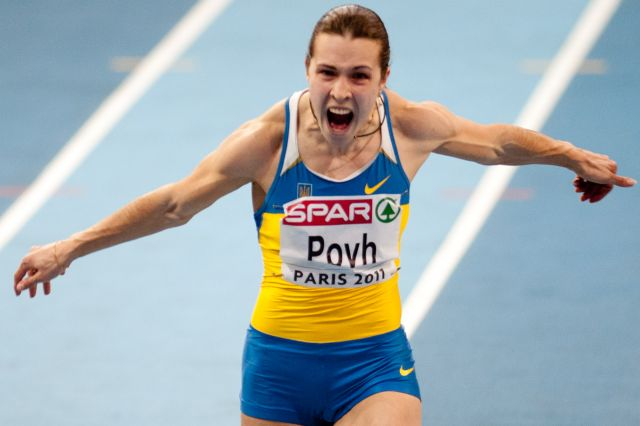
Platz sieben in ihrem Semifinale reichte Olessja Powch nicht für die Finalteilnahme
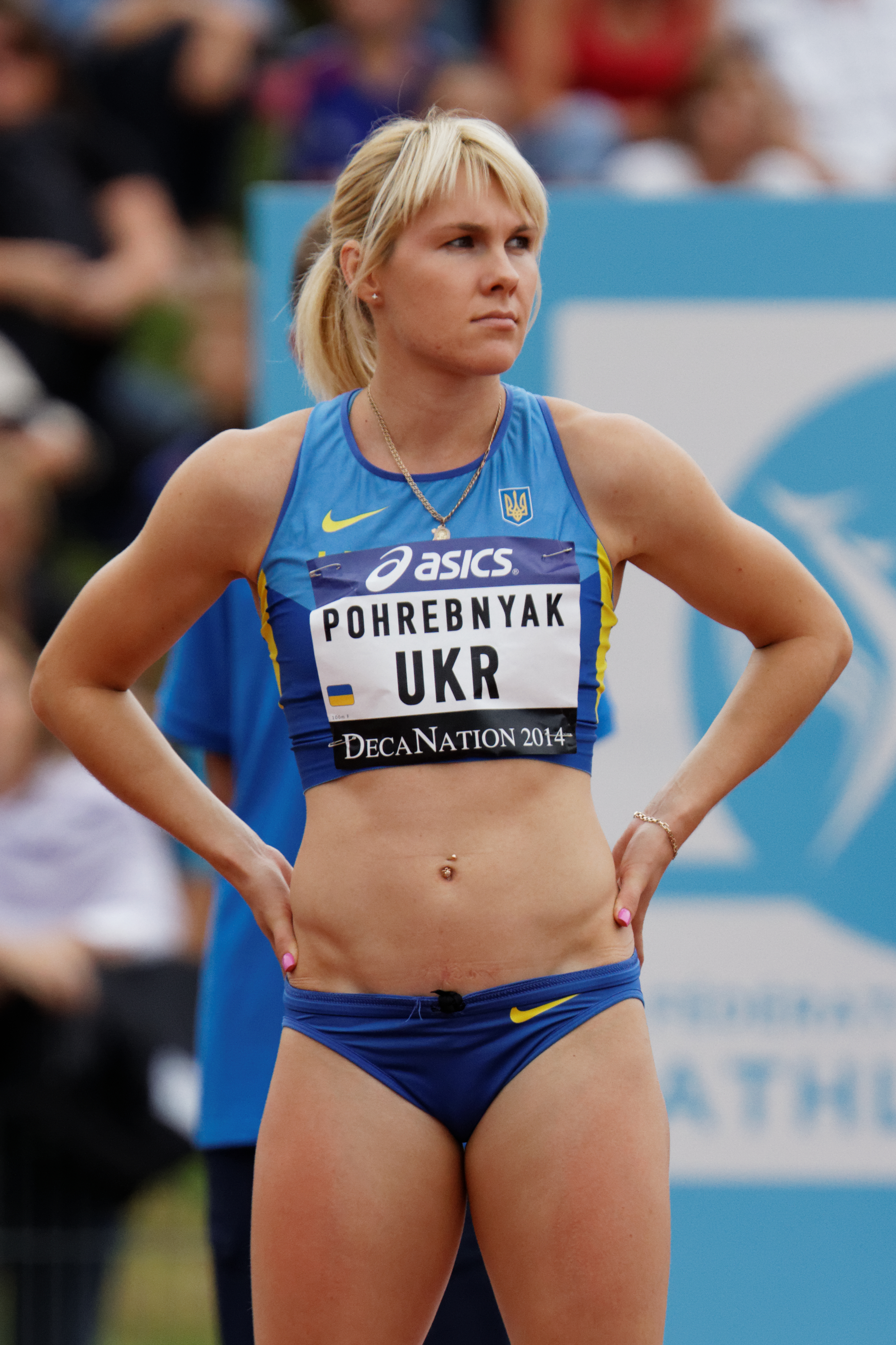
Natalija Pohrebnjak wurde Achte im zweiten Halbfinale und schied damit aus

29. Juli 2010, 20:28 Uhr
Wind: +2,2 m/s
| Platz | Name                | Nation       | Zeit (s) |
| ----- | ------------------- | ------------ | -------- |
| 1     | Verena Sailer       | Deutschland  | 11,06    |
| 2     | Myriam Soumaré      | Frankreich   | 11,13    |
| 3     | Christine Arron     | Frankreich   | 11,24    |
| 4     | Georgia Kokloni     | Griechenland | 11,26    |
| 5     | Anna Gurowa         | Russland     | 11,31    |
| 6     | Ailis McSweeney     | Irland       | 11,32    |
| 7     | Olessja Powch       | Ukraine      | 11,33    |
| 8     | Natalija Pohrebnjak | Ukraine      | 11,34    |

## Finale

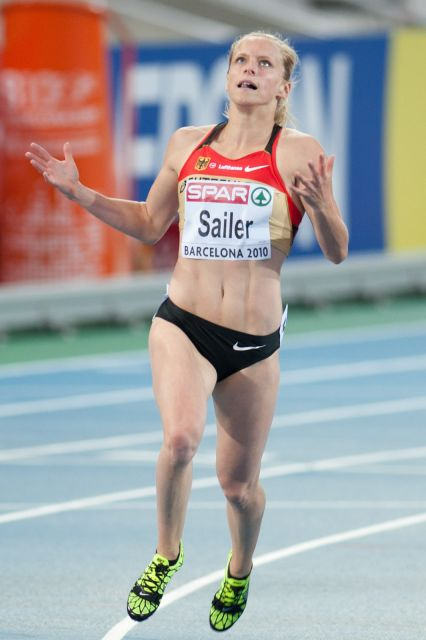
Es reichte zum hauchdünnen Sieg für Verena Sailer
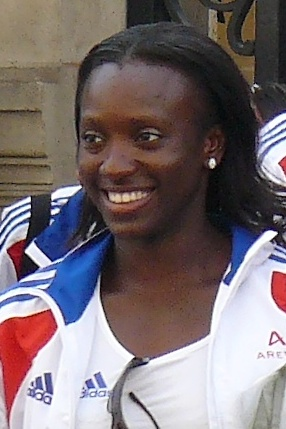
Die um eine Hundertstelsekunde geschlagene Vizeeuropameisterin Véronique Mang
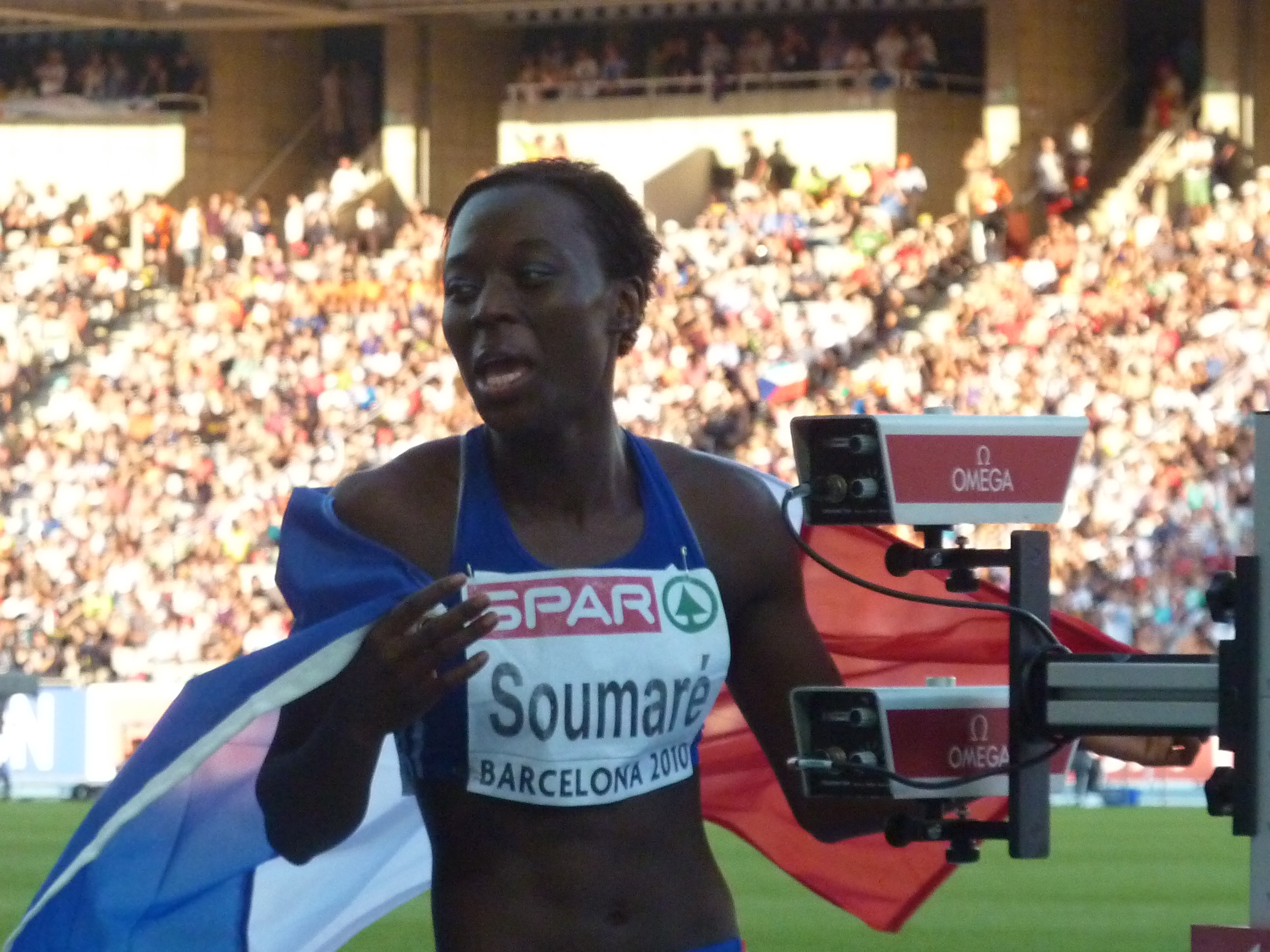
Bronzemedaillengewinnerin Myriam Soumaré

29. Juli 2010, 21:45 Uhr
Wind: −0,6 m/s
| Platz | Name             | Nation       | Zeit (s) |
| ----- | ---------------- | ------------ | -------- |
| 1     | Verena Sailer    | Deutschland  | 11,10    |
| 2     | Véronique Mang   | Frankreich   | 11,11    |
| 3     | Myriam Soumaré   | Frankreich   | 11,18    |
| 4     | Ezinne Okparaebo | Norwegen     | 11,23 NR |
| 5     | Marija Rjemjen   | Ukraine      | 11,31    |
| 6     | Anna Gurowa      | Russland     | 11,36    |
| 7     | Georgia Kokloni  | Griechenland | 11,36    |
| 8     | Christine Arron  | Frankreich   | 11,37    |

Durch ihre persönliche Saisonbestleistung errang Verena Sailer mit ihrem Sieg in der Zeit von 11,10 s die erste deutsche 100-Meter-Europameisterschaftsmedaille seit sechzehn Jahren. Véronique Mang und Myriam Soumaré erreichten die Plätze zwei und drei ebenfalls mit jeweiliger persönlicher Bestleistung.

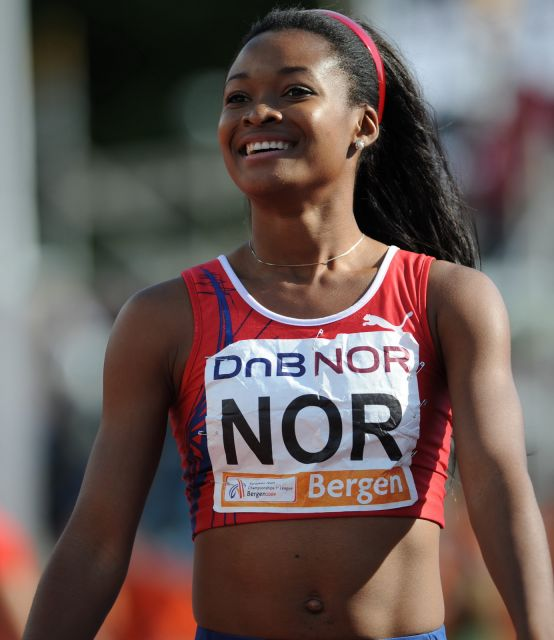
Ezinne Okparaebo – mit norwegischem Rekord zu Rang vier
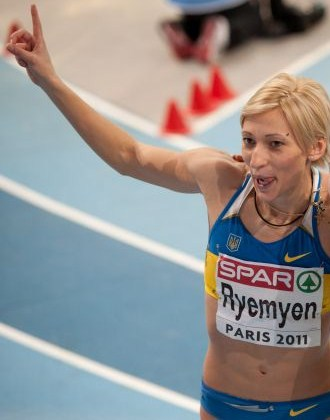
Marija Rjemjen wurde Fünfte
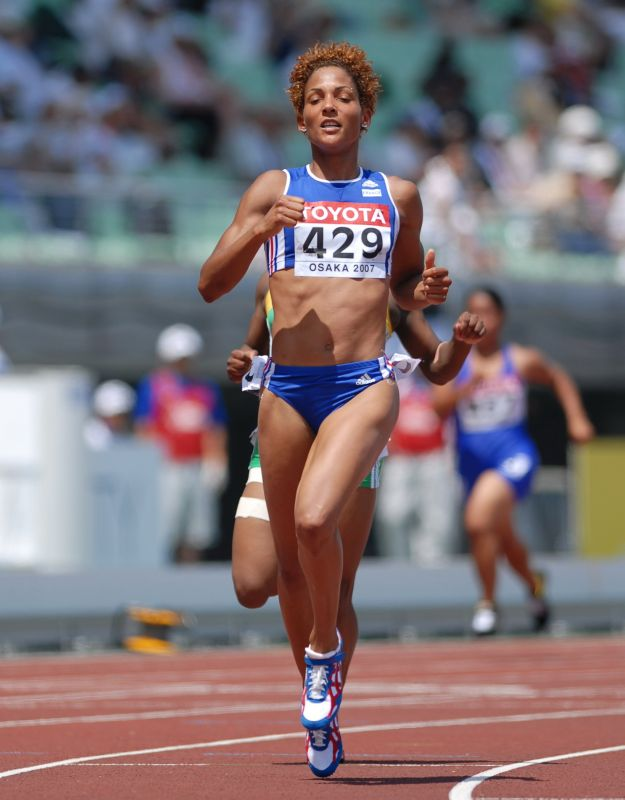
Christine Arron, 1998 Europameisterin und Gewinnerin zahlreicher olympischer und WM-Medaillen wurde Achte in diesem Finale

## Videolink
- Verena Sailer - Gold 100m Sprint (EM 2010), youtube.com, abgerufen am 17. Februar 2023